# Jardínes del Grijalva
Jardínes del Grijalva är en ort i Mexiko.   Den ligger i kommunen Chiapa de Corzo och delstaten Chiapas, i den sydöstra delen av landet, 700 km öster om huvudstaden Mexico City. Jardínes del Grijalva ligger 414 meter över havet och antalet invånare är 2 881.
Terrängen runt Jardínes del Grijalva är varierad. Jardínes del Grijalva ligger nere i en dal. Runt Jardínes del Grijalva är det ganska tätbefolkat, med 58 invånare per kvadratkilometer. Närmaste större samhälle är Tuxtla Gutiérrez, 9,0 km väster om Jardínes del Grijalva. Omgivningarna runt Jardínes del Grijalva är en mosaik av jordbruksmark och naturlig växtlighet.